# D922 (Hautes-Pyrénées)
De D922 is een departementale weg in het Franse departement Hautes-Pyrénées met een lengte van 15 kilometer. De weg loopt van Gèdre via Héas naar de Cirque de Troumouse.

## Geschiedenis
In 1933 werd de N21D gecreëerd als aftakking van de N21. In 1973 werd de weg overgedragen aan het departement Hautes-Pyrénées, omdat de weg geen belang meer had voor het doorgaande verkeer. De weg is toen omgenummerd tot D922.